# ガラツィ造船所
ガラツィ造船所（Galați shipyard） はルーマニア最大の造船所の一つである。第二次世界大戦のルーマニア最大の造船所だった。

## ガラツィに建てられた第二次世界大戦軍艦[1][2][3][4][5]

### 主力艦
- ミハイル・コガルニセアヌ (モニター艦; 組立)

### 駆逐艦
- アミラル・ムルヂェスク (海防艦)

### 潜水艦
- マルスィヌル
- ルカヌル
- U-9 (組立)
- U-18 (組立)
- U-19 (組立)
- U-20 (組立)
- U-23 (組立)
- U-24 (組立)

### 水雷艇
- ~20 Sボート (組立)
- 6 高速魚雷艇

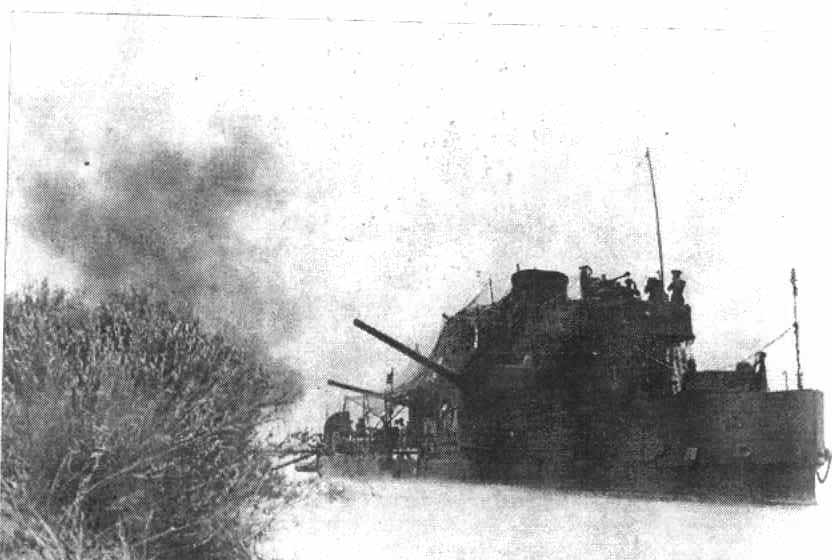
ミハイル・コガルニセアヌ
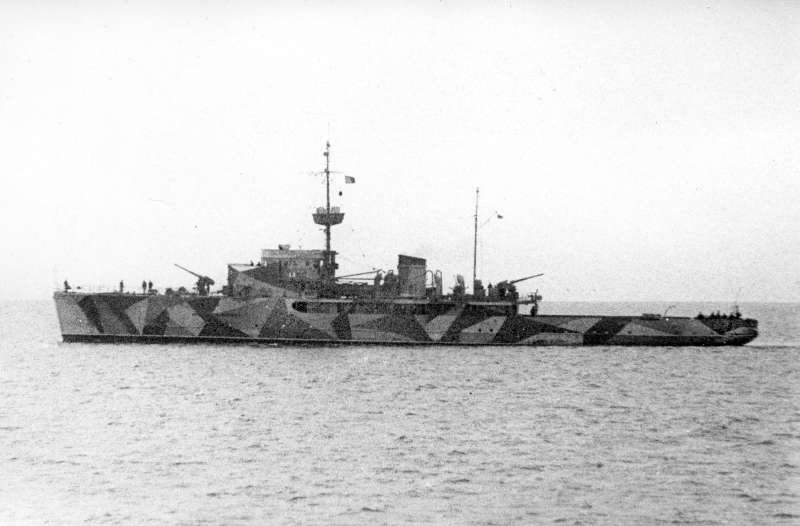
アミラル・ムルヂェスク
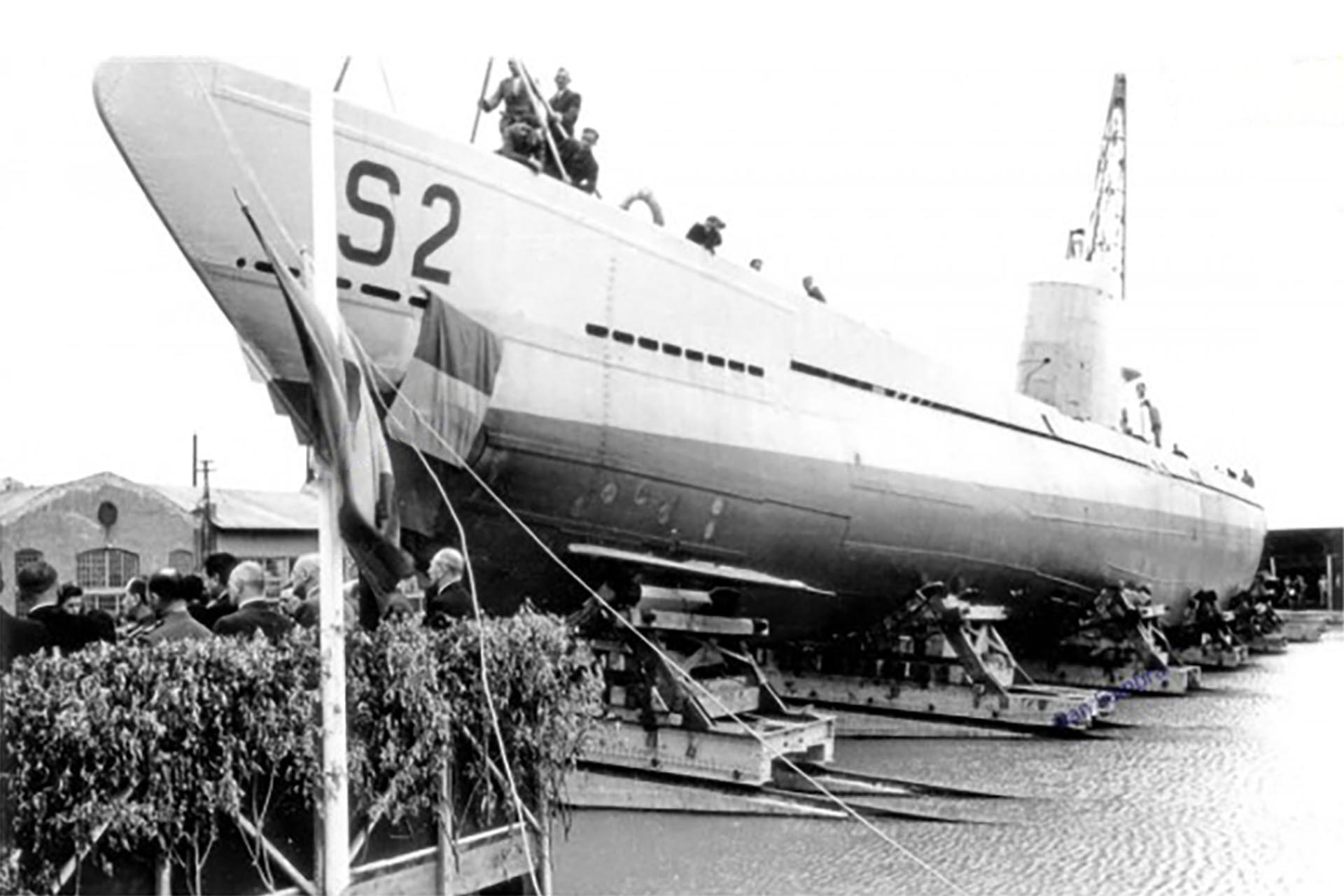
マルスィヌル 進水式
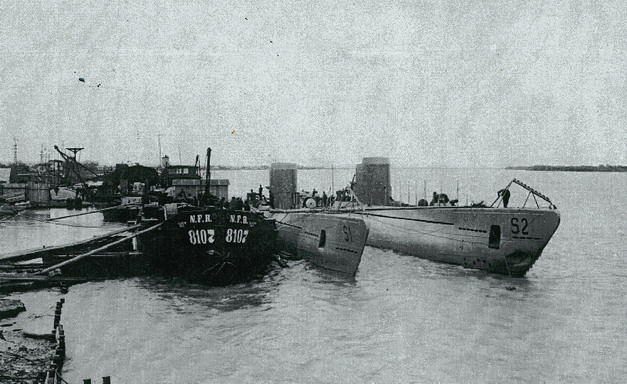
ルカヌル(左) と マルスィヌル(右)
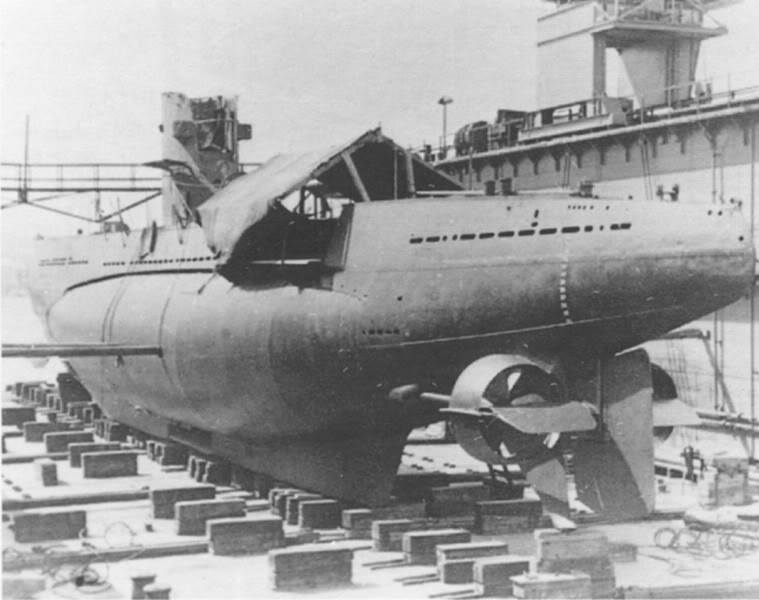
U-18 組み立て
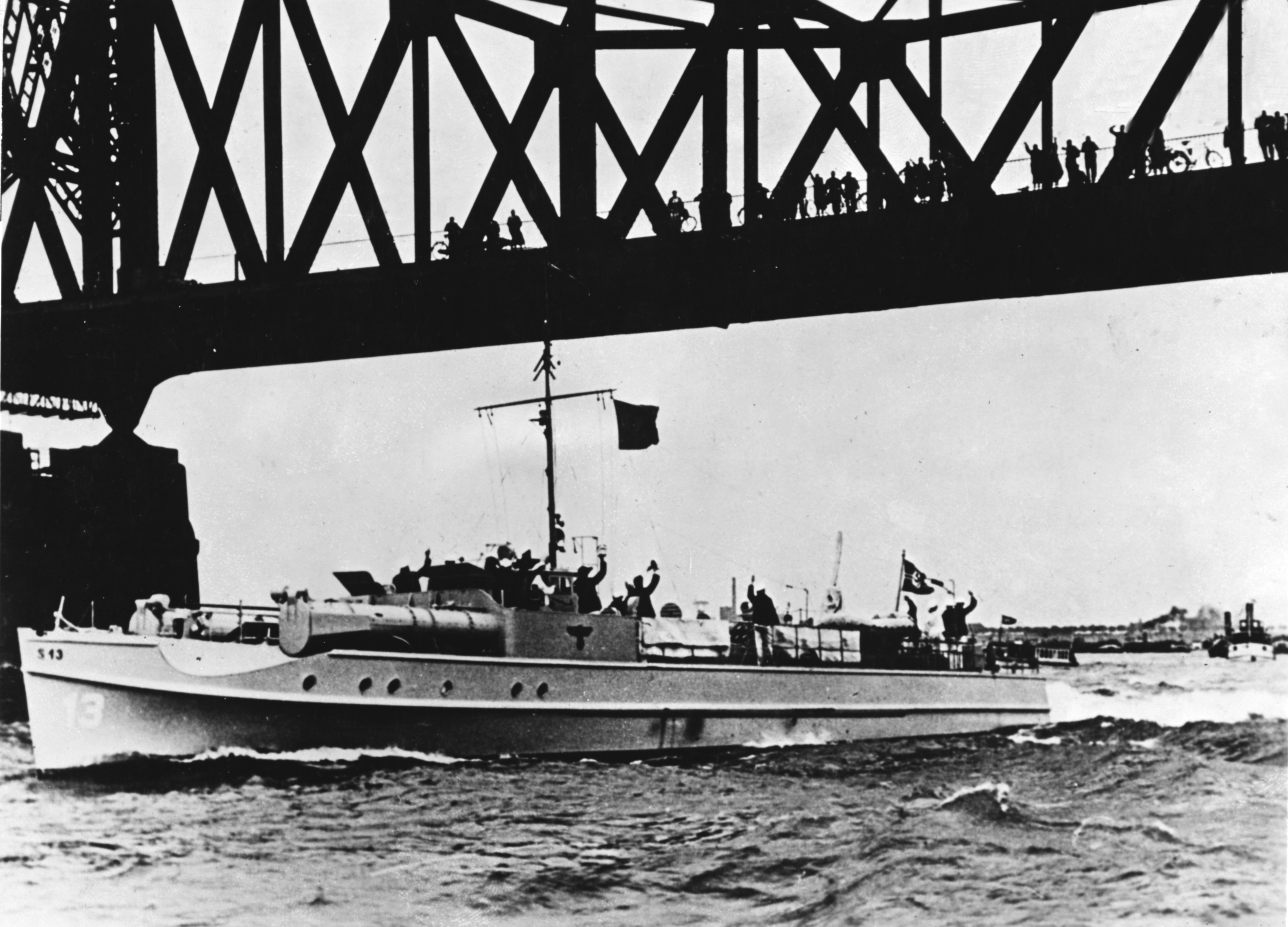
Sボート
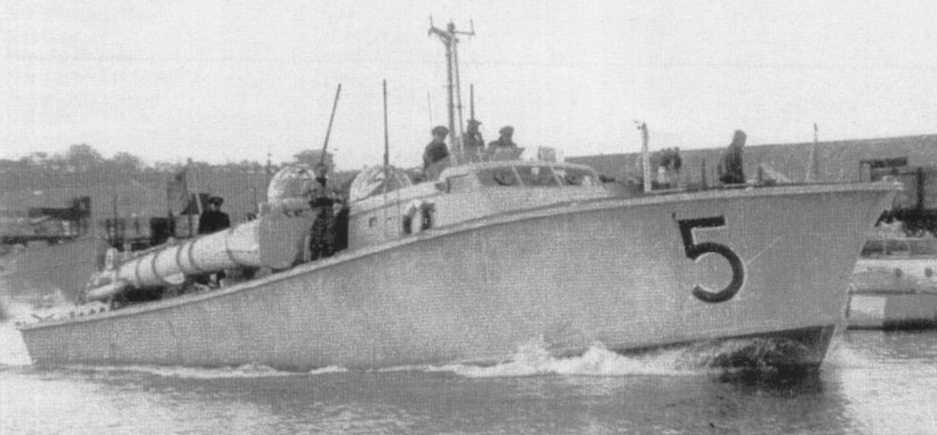
ルーマニア海軍 高速魚雷艇